# Dedukce
Dedukce (lat. deductio – odvození) je proces usuzování, ve kterém se od předpokladů (premis) dochází k závěru z těchto předpokladů vyplývajícímu, přičemž odvozování je jisté, nikoliv jen pravděpodobné. Jde tedy o základní postup při dokazování.

## Základ logiky
Standardy deduktivního usuzování formuluje logika. Logicky správná dedukce má podobu posloupnosti kroků, které splňují přesně stanovená kritéria zabezpečující, že jsou-li premisy pravdivé, je pravdivý i závěr. Dedukce představuje konstitutivní metodologický postup tzv. deduktivních věd, zejména logiky a matematiky. Naproti tomu v empirických vědách se používá indukce čili zobecňování, když se z jednotlivých poznatků (měření apod.) vytvářejí obecné hypotézy.

## Příklad
Klasickým příkladem dedukce je sylogismus, například:
- "Všichni lidé jsou smrtelní." (první premisa)
- "Sókratés je člověk." (druhá premisa)
- "Takže Sókratés je smrtelný." (dokázaný závěr)

Naopak v induktivním uvažování by šlo vyslovit hypotézu:
- "Sókratés je smrtelný." (první premisa)
- "Sókratés je člověk." (druhá premisa)
- "Všichni lidé jsou smrtelní." (hypotéza o obecném)

Hypotéza je sice splnitelná, ale stále k ověření / vyvrácení. Ovšem i při jejím vyvrácení je stále možné použití tvrzení jako omezeně splnitelného předpokladu dále, protože alespoň částečná platnost je dána už premisou.
Rozdíl těchto dvou příkladů leží v rozdílných postaveních obecných a existenčních kvantifikátorů v premisách a v závěrech.

## Axiomatika
Deduktivní metoda je vytváření vědeckých teorií vyvozovaných pouze dedukcemi z axiomů nebo jiných již dokázaných vět. Jde o způsob logického myšlení, kde myšlenkový řetězec postupuje od obecných teorií k jednotlivostem, zvláštnostem. Využívá se v případech, kdy je shromážděn empirický materiál, z něhož je indukcí definován obecný princip. Toto tvrzení je pak podrobováno deduktivním odvozením všech možných důsledků a obvykle takovýto postup směřuje k formulaci axiomatického systému.

## Historie, osobnosti a směry
- Odůvodnění jevů pomocí obecných principů využíval zejména Aristoteles (384 až 322 př. n. l.).
- Eukleidés z Alexandrie použil dedukci k vytvoření logické stavby knih svých Základů geometrie (kolem roku 300 př. n. l.).
- René Descartes stavěl dedukci jako prostředek jistého poznání proti nejisté intuici (1596 až 1650)
- Immanuel Kant považoval dedukci za charakteristický způsob rozumového poznávání a priori, kdežto indukce charakterizuje poznávání a posteriori, ze zkušenosti (1724 až 1804).
- Ve filozofii 20. století byl tento důkazový prostředek základem pro hypoteticko-deduktivní metodu K. R. Poppera.
- Dedukce se připisuje Sherlocku Holmesovi ve slavných románech od sira Arthura Conana Doyla, ve skutečnosti se ale jedná o indukci.